# Stazione di Palazzolo Vercellese
La stazione di Palazzolo Vercellese è una fermata ferroviaria posta sulla linea Chivasso-Alessandria. Serve il centro abitato di Palazzolo Vercellese.

## Storia
La stazione di Palazzolo venne attivata il 30 aprile 1887, all'apertura della linea da Chivasso a Casale.